# Lanfear
Lanfear är en av karaktärerna i Robert Jordans fantasybokserie Sagan om Drakens Återkomst. Hon är en av de Förlorade, 13 av de mäktigaste Aes Sedaierna, som under Sagornas Ålder gick över till den Svarte. 
Lanfear hette från början Mierin Eronaile och var en av sin tids främsta magiker och forskare vid det berömda Collan Daan. I ett försök att hitta en annan magisk kraft än Urkällan, den kraft som magikerna/Aes Sedaierna använder och som får Tidens Hjul att snurra, så borrade hon ett hål in i den Svartes fängelse och frigav denne. Lanfear lämnade Ljuset och gick över till Skuggan efter att hennes älskare Lews Therin Telamon lämnat henne. Hon var den enda av de Förlorade, eller de Utvalda som de kallar sig själva, som valde sitt eget namn. Lanfear betyder på det gamla språket "Nattens dotter" och hon har alltid hävdat herraväldet över Tel'aran'rhiod (drömvärlden) trots att Mogheiden är mäktigare där. Lanfear var den starkaste av de kvinnliga Förlorade och enbart Ishamael överträffade henne bland de manliga.
När Lews Therin Telamon och de Hundrades Brödraskap i slutstriden mot den Svarte fängslade denne än en gång så fångades Lanfear bakom sigillen och har sedan dess sovit i väntan på att sigillen skall försvagas och hon skall kunna slå sig fri.
Lanfear har liksom de andra Förlorade tagit sig ut från den Svartes fängelse. I ett försök att återfå Lews Therin Telamons kärlek försökte hon snärja Rand al'Thor (Draken återfödd) som hon menar inom sig bär på Lews Therins själ. I en strid mot Moiraine Damodred föll hon genom en portal som förde henne in i Aelfinns och Eelfinns land. 
Lanfear tros allmänt ha dött och återfötts som Cyndane, en av de Förlorade i Moridins makt. Cyndane saknar all fysisk likhet med Lanfear och är inte lika stark i Kraften som hon.
Lanfear kallade sig Selene när hon mötte Rand för första gången och beskrivs som den vackraste kvinnan i världen.
Hon går helt klädd i vitt, har mjölkvit hy och nattsvart hår och mörka ögon.